# Johnny Knoxville
Philip John Clapp (Knoxville, Tennessee, SAD, 11. ožujka 1971.) poznatiji kao Johnny Knoxville je američki glumac, komičar, kaskaderski performer i scenarist poznatiji kao su-kreator i sudionik reality serije Jackass koju je prikazivao MTV.

## Karijera
Nakon mature 1989. u rodnom Knoxvilleu, Philip John Clapp se preselio u Kaliforniju s ciljem da postane glumac. Najprije se pojavljivao u TV reklamama. Budući da nije ostvario veliku karijeru kojoj se nadao, počeo je pisati članke o različitim temama u mnogim časopisima. Na temelju stipendije pohađao je Američku akademiju dramskih umjetnosti ali je odustao nakon dva tjedna. Nakon toga počeo je raditi za skateboard časopis Big Brother kao kaskader za potrebe videa koje je časopis snimao te za testiranje opreme za samoobranu na samome sebi.

### Jackass
Snimajući snimke za pilot epizodu magazina Big Brother, u njega su stavljene snimke iz CKY videa Bama Margere. Zajedno uz filmskog redatelja Spike Jonzea stvorena je ideja koju je prihvatio MTV i tako je rođen serijal Jackass. Prije nego što se Jackass počeo prikazivati na MTV-u, Johnny Knoxville je odbio da sa suradnicima jednom tjedno prikazuje slične scene iz serije u showu Saturday Night Live. Knoxville se tek 2005. pojavio u Saturday Night Live ali tek kao gost.

### Filmske i televizijske uloge
Johhny Knoxville se pojavljivao u mnogim igranim filmovima dok je prvu manju ulogu imao u filmu Djevojke iz Coyote bara iz 2000. Poznatiji film u kojem je glumio bio je Majstori opasnosti iz 2005. gdje je glumio zajedno sa Seann William Scottom. Nastupio je i u svih pet filmova koji su nastali kao filmska adaptacija serijala Jackass (tri filma i dva dokumentarna filma o stvaranju drugog i trećeg dijela). U filmu Daltry Calhoun u produkciji Quentina Tarantina, tumačio je istoimeni filmski lik.
Knoxville je u filmu The Ringer glumio intelektualno ograničenog uredskog zaposlenika koji nastupa na Specijalnoj Olimpijadi kako bi zaradio dovoljno za operaciju uredskog domara. U filmu Ljudi u crnom 2 glumio je dvoglavog izvanzemaljca.
Knoxville se pojavio i u adaptaciji novele Killshot. U gostujućim ulogama pojavio se u epizodi "Prank Wars" u 3. sezoni spin-off serije Viva La Bam. U toj epizodi je zajedno s Ryanom Dunnom razbio Hummer Bama Margere te izvodi ostale psine. Dao je i glas samome sebi u animiranoj seriji Family Guy.
Johnny Knoxville je ko-producent reality serije Nitro Circus koja se prikazuje na MTV-u.
2010. Knoxville je gostovao u trodijelnom online videu pod nazivom "Detroit Lives" koji se fokusirao na stvaranje kreativnosti u Detroitu.

### Produkcija
Knoxville je vlasnik produkcijske kuće Dickhouse Productions. Ta kuća je dosad objavila svih pet Jackass filmova (Jackass: The Movie, Jackass Number Two, Jackass 2.5, Jackass 3D i Jackass 3.5). Od novijih projekata Dickhousea to su dokumentarni film The Birth of Big Air koji govori o Mattu Hoffmanu te The Wild and Wonderful Whites of West Virginia. Oba su snimljena 2010. te prikazana na Tribeca filmskom festivalu.
Za Knoxvillea u Dickhouseu rade producenti Jeff Tremaine i Spike Jonze koji su s njime surađivali na projektu Jackass.

## Privatni život
Johnny Knoxville je rođen u Knoxvilleu, u američkoj saveznoj državi Tennessee. Sin je Lemoyne i Philipa Clappa koji je bio prodavač automobila. 15. svibnja 1995. oženio se za Melanie Lynn Clapp s kojom ima kćer Madison. Nakon 11 godina par se odvojio u srpnju 2006., pravno su se odvojili u ožujku 2008. dok je konačna rastava izvršena u srpnju 2009. Bivši par dijeli zajedničko skrbništvo nad djetetom.
18. kolovoza 2009. Knoxville je objavio da s djevojkom Naomi Nelson očekuje bebu. Naomi je 20. prosinca 2009. u Los Angelesu rodila sina koji je nazvan Rocko Akira Clapp. Knoxville i Naomi Nelson vjenčali su se 24. rujna 2010.

### Incident
15. siječnja 2009. zaštitari na aerodromu u Los Angelesu su u torbi Johnnyja Knoxvillea otkrili inertnu granatu te je glumac uhićen zbog nošenja zabranjene stvari na aerodromu. Pušten je nakon što je istraga utvrdila da mu je asistent u torbu spakirao granatu koja se trebala koristiti u komercijalne svrhe.

## Filmografija

### Filmovi
| Godina | Film                 | Hrv. prijevod           | Uloga            | Bilješke                          |
| ------ | -------------------- | ----------------------- | ---------------- | --------------------------------- |
| 1995   | Desert Blues         | ???                     | Bob              |                                   |
| 2000   | Coyote Ugly          | Djevojke iz Coyote bara | student          |                                   |
| 2002   | Life Without Dick    | Raspjevani ubojica      | Dick Rasmusson   |                                   |
| 2002   | Big Trouble          | Velika nevolja          | Eddie Leadbetter |                                   |
| 2002   | Deuces Wild          | ???                     | Vinnie Fish      |                                   |
| 2002   | Men in Black II      | Ljudi u crnom           | Scrad / Charlie  |                                   |
| 2002   | Jackass: The Movie   | Jackass: Film           | tumači sam sebe  | glumac i producent filma          |
| 2003   | Grand Theft Parsons  | ???                     | Phil Kaufman     |                                   |
| 2004   | Walking Tall         | ???                     | Ray Templeton    |                                   |
| 2004   | A Dirty Shame        | ???                     | Ray Ray Perkins  |                                   |
| 2005   | Lords of Dogtown     | ???                     | Topper Burks     |                                   |
| 2005   | The Dukes of Hazzard | Majstori opasnosti      | Luke Duke        |                                   |
| 2005   | Daltry Calhoun       | ???                     | Daltry Calhoun   |                                   |
| 2005   | The Ringer           | ???                     | Steve Barker     |                                   |
| 2006   | Jackass Number Two   | Jackass Broj 2          | tumači sam sebe  | glumac, producent i scenarist     |
| 2007   | Jackass 2.5          | Jackass 2.5             | tumači sam sebe  | izravno DVD izdanje               |
| 2010   | Father of Invention  | ???                     | Oswald           |                                   |
| 2010   | Jackass 3D           | Jackass 3D              | tumači sam sebe  | glumac, producent i scenarist     |
| 2011   | Jackass 3.5          | Jackass 3.5             | tumači sam sebe  | izravno DVD izdanje               |
| 2011   | Movie 43             | ???                     | nepoznata uloga  | post-produkcija                   |
| 2011   | The Dry Gulch Kid    | ???                     | Bobby Ryder      | snima se                          |
| 2013   | The Last Stand       | ???                     | Lewis Dinkum     |                                   |
| 2013   | Epic                 | ???                     | Epic             | glas u računalno animiranom filmu |

### Televizija
| Godina      | Film                                      | Hrv. prijevod                  | Uloga                                     | Bilješke                                         |
| ----------- | ----------------------------------------- | ------------------------------ | ----------------------------------------- | ------------------------------------------------ |
| 1992        | The Ben Stiller Show                      | The Ben Stiller Show           | fan                                       | jedna epizoda; nepotpisan                        |
| 1999        | boob                                      | ???                            | tumači samog sebe                         |                                                  |
| 2000 - 2002 | Jackass                                   | Jackass                        | tumači sam sebe                           | su-kreator realityja; nastupio u svih 25 epizoda |
| 2001 - 2005 | The Tonight Show with Jay Leno            | The Tonight Show with Jay Leno | gost u showu                              | gostovao 3 puta kod Jayja Lena                   |
| 2001 - 2010 | The Daily Show                            | ???                            | gost u showu                              | gostovao 4 puta                                  |
| 2001        | Don't Try This at Home: The Steve-O Video | ???                            | tumači sam sebe                           |                                                  |
| 2001        | CKY 3                                     | ???                            | tumači sam sebe                           | nepotpisan                                       |
| 2001        | The Andy Dick Show                        | ???                            | Wannabe Andy Dick (1 epizoda)             | gostovao 2 puta                                  |
| 2002        | CKY 4 Latest & Greatest                   | ???                            | tumači sam sebe                           | nepotpisan                                       |
| 2002        | Jackass Backyard BBQ                      | ???                            | tumači sam sebe                           | TV special                                       |
| 2002        | MTV Cribs                                 | ???                            | tumači sam sebe                           | 1 epizode                                        |
| 2002        | Howard Stern                              | ???                            | tumači sam sebe                           | 2 epizode                                        |
| 2003 - 2006 | Wildboyz                                  | Wildboyz                       | tumači sam sebe                           | 10 epizoda                                       |
| 2003 - 2009 | Late Night with Conan O'Brien             | ???                            | gost u showu                              | gostovao 5 puta                                  |
| 2003        | Player$                                   | ???                            | tumači sam sebe                           | 1 epizoda                                        |
| 2003        | V Graham Norton                           | ???                            | tumači sam sebe                           | 1 epizoda                                        |
| 2003        | Australian Idol                           | Australski idol                | tumači sam sebe                           | 1 epizoda                                        |
| 2004        | SexTV                                     | ???                            | tumači sam sebe                           | 1 epizoda                                        |
| 2004        | Viva La Bam                               | Viva La Bam                    | tumači sam sebe                           | 1 epizoda                                        |
| 2005 - 2010 | Jimmy Kimmel Live!                        | ???                            | tumači sam sebe                           | 8 epizoda                                        |
| 2005 - 2010 | Last Call with Carson Daly                | ???                            | tumači sam sebe                           | 2 epizode                                        |
| 2005        | Sunrise                                   | ???                            | tumači sam sebe                           | 1 epizoda                                        |
| 2005        | Good Morning Australia                    | Dobro jutro Australija         | tumači sam sebe                           | 1 epizoda                                        |
| 2005        | The Ellen DeGeneres Show                  | ???                            | tumači sam sebe                           | 1 epizoda                                        |
| 2005        | Jackass: Gumball 3000 Rally Special       | ???                            | tumači sam sebe                           | TV special                                       |
| 2005        | Saturday Night Live                       | ???                            | gost u showu                              | gostovao 2 puta                                  |
| 2006 - 2008 | King of the Hill                          | ???                            | Peter Sterling (2006) Hoyt Platter (2008) | dvije epizode                                    |
| 2008        | Jackass World 24 Hour Takeover            | ???                            | tumači sam sebe                           | TV special                                       |
| 2008        | Family Guy                                | Family Guy                     | tumači sam sebe                           | 1 epizoda                                        |
| 2008        | Unhitched                                 | ???                            | Chuck                                     | 1 epizoda                                        |
| 2009        | Dogg After Dark                           | ???                            | tumači sam sebe                           | 1 epizoda                                        |
| 2009        | Dancing with the Stars                    | Ples sa zvijezdama             | tumači sam sebe                           | 3 epizode                                        |
| 2009        | Rob Dyrdek's Fantasy Factory              | ???                            | tumači sam sebe                           | 1 epizoda                                        |
| 2009        | Nitro Circus                              | ???                            | tumači sam sebe                           | 10 epizoda; kreator i producent                  |
| 2009        | The Goode Family                          | ???                            | Dean                                      | 1 epizoda                                        |
| 2010        | The Dudesons                              | ???                            | tumači sam sebe                           | 1 epizoda                                        |
| 2010        | The Dudesons in America                   | ???                            | tumači sam sebe                           | 3 epizode; producent                             |
| 2010        | Late Night with Jimmy Fallon              | ???                            | gost u showu                              | gostovao jedanput                                |
| 2010        | The Graham Norton Show                    | ???                            | gost u showu                              | gostovao jedanput                                |
| 2011        | Ridiculousness                            | ???                            | tumači sam sebe                           | 1 epizoda                                        |
| 2012        | Loiter Squad                              | ???                            | tumači sam sebe                           | 1 epizoda                                        |
| 2012        | SpongeBob SquarePants                     | Spužva Bob Skockani            | Johnny Krill                              | 1 epizoda                                        |

## Vanjske poveznice
- Službena Jackass web stranica
- Profil glumca na IMDB.com
- Johnny Knoxville reveals what scares him  Arhivirana inačica izvorne stranice od 29. rujna 2006. (Wayback Machine)